# اچ‌ام‌اس سی‌وولف (۴۷اس)
اچ‌ام‌اس سی‌وولف (۴۷اس) (به انگلیسی: HMS Seawolf (47S)) یک زیردریایی بود که طول آن ۲۰۸ فوت ۹ اینچ (۶۳٫۶۳ متر) بود. این زیردریایی در سال ۱۹۳۵ ساخته شد.